# Hồng Giang (phường)
Hồng Giang là một phường thuộc thị xã Chũ, tỉnh Bắc Giang, Việt Nam.

## Địa lý
Phường Hồng Giang có vị trí địa lý:
- Phía đông giáp huyện Lục Ngạn
- Phía tây giáp phường Chũ và phường Thanh Hải
- Phía nam giáp phường Chũ
- Phía bắc giáp phường Thanh Hải và huyện Lục Ngạn.

Phường Hồng Giang có diện tích 14,50 km², dân số năm 2023 là 12.056 người, mật độ dân số đạt 831 người/km².

## Hành chính
Phường Hồng Giang được chia thành 14 tổ dân phố: Chính, Hăng Bông, Hiệp Ca, Kép 1, Kép 2A, Kép 2B, Kép 3, Lường, Ngọt, Nguộn Ngoài, Nguộn Trong, Phố Kép, Thượng Phương Sơn, Trong.

## Lịch sử
Trước thế kỷ XIX, xã Hồng Giang là một phần của tổng Hả Hộ.
Năm 1909, Toàn quyền Đông Dương ban hành Quyết định về việc thành lập huyện Sơn Động trên cơ sở ba tổng cắt ra từ huyện Lục Ngạn (Biển Động, Niêm Sơn, Hả Hộ).
Năm 1919, Quyền Thống sứ Bắc kỳ ban hành Quyết định về việc đổi huyện Sơn Động thành châu Sơn Động.
Tổng Hả Hộ gồm có 7 xã: Gia Sơn, Hả Hộ, Hộ Đức, Hữu Bằng, Kỳ Công, Phục Lạp, Xuân Trì (nay là các xã: Hồng Giang, Biên Sơn, Thanh Hải, Giáp Sơn).
Giữa năm 1946, thành lập xã Phương Sơn thuộc châu Sơn Động trên cơ sở 4 xã: Hả Hộ, Hồ Đức, Phục Lạp, Xuân Trì.
Năm 1948, chia xã Phương Sơn thành xã Hồng Giang và xã Thanh Sơn.
Ngày 27 tháng 10 năm 1962, Quốc hội ban hành Nghị quyết về việc thành lập tỉnh Hà Bắc trên cơ sở tỉnh Bắc Giang và tỉnh Bắc Ninh. Khi đó, xã Hồng Giang thuộc huyện Lục Ngạn, tỉnh Hà Bắc.
Ngày 10 tháng 7 năm 1964, Bộ Nội vụ ban hành Quyết định số 187-NV về việc:
- Sáp nhập 3 xóm: Thượng, Chính, Ngọt thuộc xã Giáp Sơn vào xã Hồng Giang.
- Sáp nhập 5 xóm: Hạ Long, Lim, Vành Dây, Trại Mới, Núi Lều thuộc xã Hồng Giang vào xã Giáp Sơn.

Ngày 6 tháng 11 năm 1996, Quốc hội ban hành Nghị quyết về việc chia tỉnh Hà Bắc thành tỉnh Bắc Giang và tỉnh Bắc Ninh. Khi đó, xã Hồng Giang thuộc huyện Lục Ngạn, tỉnh Bắc Giang.
Năm 2010, xã Hồng Giang có 17 thôn: Ao Ca, Bãi Bông, Chính, Hăng, Hiệp Tân, Kép 1, Kép 2A, Kép 2B, Kép 3, Lường, Ngọt, Nguộn Ngoài, Nguộn Trong, Phố Kép, Phương Sơn, Thượng, Trong.
Ngày 9 tháng 7 năm 2020, HĐND tỉnh Bắc Giang ban hành Nghị quyết số 13/NQ-HĐND về việc:
- Thành lập thôn Thượng Phương Sơn trên cơ sở Thôn Thượng và thôn Phương Sơn.
- Thành lập thôn Hăng Bông trên cơ sở Thôn Hăng và thôn Bãi Bông.
- Thành lập thôn Hiệp Ca trên cơ sở thôn Hiệp Tân và thôn Ao Ca.

Xã Hồng Giang có 14 thôn: Chính, Hăng Bông, Hiệp Ca, Kép 1, Kép 2A, Kép 2B, Kép 3, Lường, Ngọt, Nguộn Ngoài, Nguộn Trong, Phố Kép, Thượng Phương Sơn, Trong.
Ngày 28 tháng 9 năm 2024, Ủy ban Thường vụ Quốc hội ban hành Nghị quyết số 1191/NQ-UBTVQH15 về việc sắp xếp đơn vị hành chính cấp huyện, cấp xã của tỉnh Bắc Giang giai đoạn 2023 – 2025 (nghị quyết có hiệu lực từ ngày 1 tháng 1 năm 2025). Theo đó:
- Thành lập thị xã Chũ thuộc tỉnh Bắc Giang.
- Thành lập phường Hồng Giang thuộc thị xã Chũ trên cơ sở toàn bộ 14,50 km² diện tích tự nhiên và quy mô dân số là 12.056 người của xã Hồng Giang thuộc huyện Lục Ngạn.

## Văn hóa - du lịch
Phường Hồng Giang có điểm di tích lịch sử là chùa đền Hả thờ vị tướng quân áo vải Vũ Thành tức Thân Cảnh Phúc đánh dẹp giặc tống.
Ngoài ra, phường còn có hồ Đá Mài tọa lạc tại tổ dân phố Trại Chính quanh năm không cạn, nước trong. Và đập non khuất tọa lạc tại tổ dân phố Kép 3.